# Tanbur
Los términos  tanbur, tanbūr, tanbura, tambur, tambura o tanboor se pueden referir a varios instrumentos de cuerda pulsada, de cuello largo, con origen en Mesopotamia, Asia del Sur or Asia Central. Se usa en músicas tradicionales de India, Kurdistán, Irán, Afganistán, Pakistán, Turquía, Tayikistán, Kazajistán y Uzbekistán.